# Hren (priimek)
Hren je 79. najbolj pogost priimek v Sloveniji, ki ga je po podatkih Statističnega urada Republike Slovenije na dan 1. januar 2010 uporabljalo 1481 oseb.

## Znani nosilci priimka
- Aleksander Hren (*1958), častnik SV
- Alenka Hren Medved, zgodovinarka
- Alojz Hren (1924–2017), generalmajor JLA
- Dragotin Hren (1843–?), železničar, narodni delavec
- Dušan Hren (*1929), televizijec (režiser, urednik) sicer glasbenik, vodja ansambla, aranžer?...
- Eva Hren (*1974), kitaristka in pevka zabavne glasbe
- Gaja Hren, oblikovalka, pesnica, pisateljica, slikarka
- Gorazd Hren, selektor slovenske reprezentanve v športnem plezanju
- Helena Hren-Vencelj (*1939), mikrobiologinja
- Ignac Hren, gospodarstvenik, vrhniški župan pred in med 2. svet. vojno
- Jakob Hren (1830–1924), pravnik in politik (borec za slovenski jezik)
- Janez Hren /Marko Hren?, plesalec?
- Karmen Hren, statističarka (ekon.?)
- Karl Hren, direktor Mohorjeve družbe v Celovcu
- Lea Hren, veslačica
- Lidija Hren (*1958), novinarka, TV voditeljica in urednica
- Maja Hren Brvar, umetnostna zgodovinarka, kustosinja za oblačilno kulturo v Pokrajinskem muzeju Maribor
- Marko Hren (*1959), mirovnik, civilnodružbeni in politični aktivist, vodja Svetovnonazorske kozmološke skupnosti UPASANA
- Marjeta Hren Božič (*1929), zdravnica ginekologinja
- Matjaž Hren, biolog
- Nataša Ihan Hren (*1962), zdravnica maksilofacialna/oralna kirurginja, prof. MF
- Rebeka Hren Dragolič, pevka sopranistka
- Saša Hren, pop-pevka
- Slavko Hren (*1959), televizijski režiser in scenarist dokumentarnih filmov
- Tadej Hren, strokovnjak za kibernetsko varnost
- Tomaž Hren (1560–1630), ljubljanski škof
- Žiga Hren, pesnik